# Torstein Træen
Torstein Træen (* 16. července 1995) je norský profesionální silniční cyklista jezdící za UCI WorldTeam Team Bahrain Victorious.

## Hlavní výsledky
2017
Národní šampionát
2. místo silniční závod do 23 let
7. místo Skive–Løbet
2018
International Tour of Rhodes
2. místo celkově
2019
Danmark Rundt
 vítěz soutěže bojovnosti
Oberösterreichrundfahrt
 vítěz vrchařské soutěže
2020
Tour of Małopolska
2. místo celkově
vítěz 3. etapy
2. místo Lillehammer GP
Národní šampionát
5. místo silniční závod
International Tour of Rhodes
7. místo celkově
 vítěz vrchařské soutěže
Tour Colombia
9. místo celkově
2021
Tour Alsace
5. místo celkově
5. místo Boucles de l'Aulne
Kolem Norska
9. místo celkově
Arctic Race of Norway
10. místo celkově
2022
Tour of the Alps
 vítěz vrchařské soutěže
Tour de Langkawi
3. místo celkově
3. místo Lillehammer GP
CRO Race
7. místo celkově
Volta a Catalunya
9. místo celkově
2023
Critérium du Dauphiné
8. místo celkově
8. místo Veneto Classic
Tour des Alpes-Maritimes et du Var
10. místo celkově
Tour of the Alps
10. místo celkově
2024
Tour de Suisse
vítěz 4. etapy

### Výsledky na Grand Tours
| Grand Tour      | 2023 | 2024 |
| --------------- | ---- | ---- |
| Giro d'Italia   | —    | DNF  |
| Tour de France  | 95   | —    |
| Vuelta a España | —    | 60   |

| —   | Nezúčastnil se |
| DNF | Nedokončil     |